# Boller (Backware)

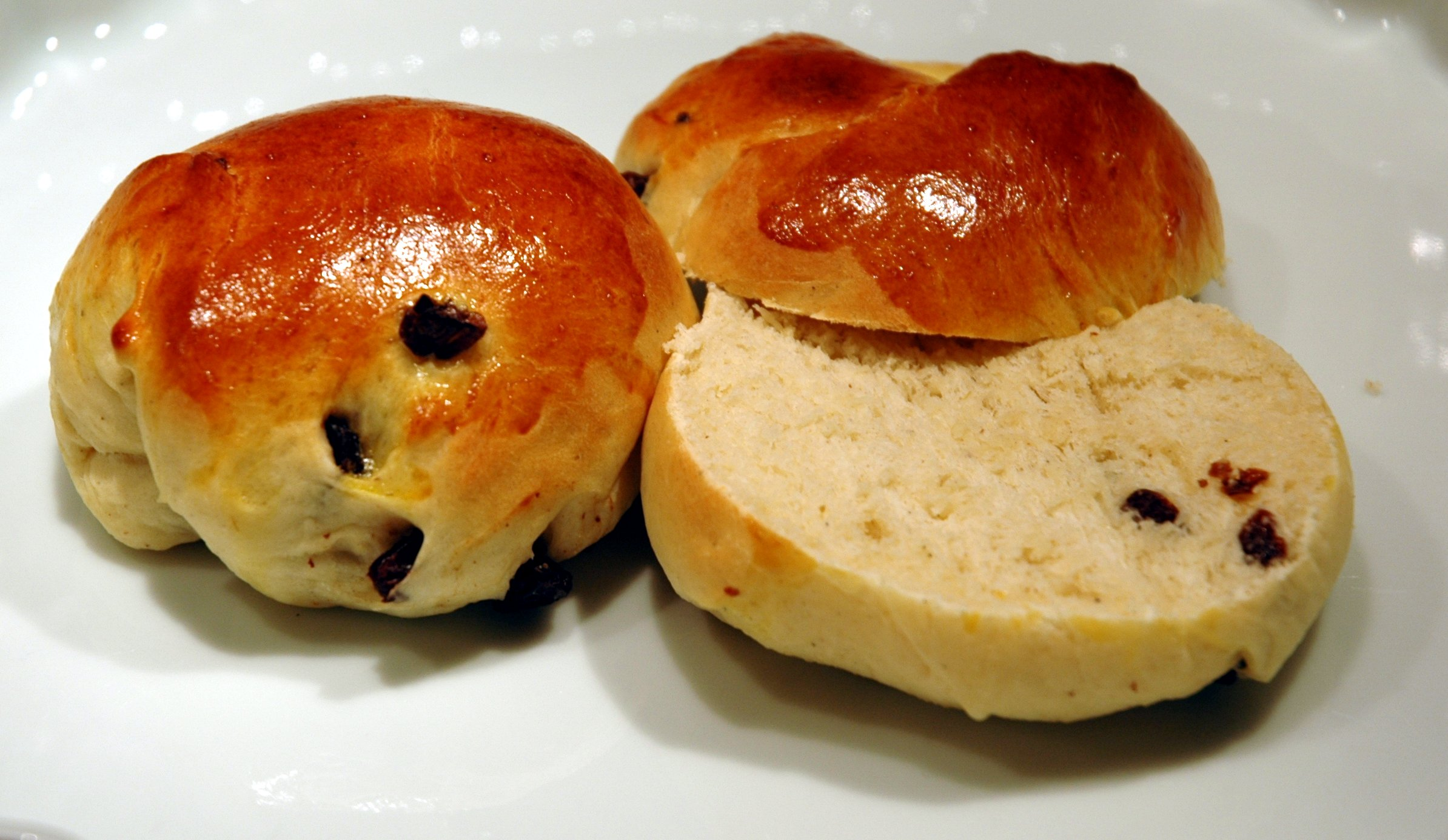
Hausgemachte Boller mit Rosinen

Boller (die Bolle, die Boller) sind ein in Norwegen verbreitetes Hefegebäck. Das Wort Bolle basiert auf dem altnorwegischen Wort bolli (verwandt mit ball) und bezieht sich auf die meist runde Form der Backware. In der Regel handelt es sich um süßes Gebäck, wobei auch herzhafte Varianten existieren. Es ist wichtig hervorzuheben, dass der norwegische Begriff Boller nicht deckungsgleich mit deutschen Brötchen ist. Brötchen werden im Norwegischen rundstykker genannt. Traditionell werden Boller als Dessert oder zum Kaffee und bei feierlichen Anlässen serviert. Heutzutage werden Boller zu jeder Tageszeit und sowohl im Alltag als auch zu besonderen Anlässen verzehrt.

## Sorten
Es gibt verschiedene Boller-Sorten, die aber alle auf einem gemeinsamen Grundrezept beruhen. Die Zubereitung kann je nach Familie und Region variieren, aber Zutaten wie Mehl, Zucker, Butter, Eier, Hefe und Kardamom sind fast immer dabei. Verbreitete Sorten sind Solbolle, Lussekatt, Skolebolle, Skillingsbolle, Kanelbolle, Hvetebolle, Fastelavnsbolle, Rosinbolle und Sjokoladebolle.

## Tradition und Geschichte
Viele Boller-Sorten hatten ursprünglich eine Verbindung zur Faschingszeit. Es gibt daher die These, dass das Gebäck der katholischen Tradition entstammt. Die Fastelavnsbolle, abgeleitet von dem deutschen Wort Fastenabend, wird auch heute nur zur Faschings- bzw. Karnevalszeit angeboten. Am Fastnachtstag, kurz vor der Fastenzeit, galt es, noch einmal in Essen zu schwelgen und die süße, nahrhafte Hefebolle wurde als dazu passend angesehen. Am Anfang war die Fastelavnsbolle reicheren Menschen in den Städten vorbehalten, erst Anfang des 20. Jahrhunderts gewann sie auch in der restlichen Bevölkerung Bekanntheit.
Die anderen Boller-Sorten, wie die Berlinerbolle, auch als Berliner Pfannkuchen bekannt, sind jetzt Backwaren, die das ganze Jahr über angeboten werden.
Die Skillingsbolle ist vor allem bekannt in Bergen, der zweitgrößten Stadt Norwegens. Die Skillingsbolle ist allerdings kein traditionell norwegisches Gebäck, sondern hat ihren Ursprung in der Verbindung Bergens zur Hanse. Der Zimt, der eine wichtige Zutat in der Skillingsbolle darstellt, wurde nämlich von den Hanseaten importiert. Ob die Kombination von Zimt, Zucker und Hefeteig auf dem Kontinent oder erst in Bergen ausprobiert wurde, ist unklar. Der Name Skillingsbolle ist der Tradition geschuldet, Backwerk nach seinen Preisen zu benennen – ursprünglich kostete das Gebäck einen Schilling.
Auch in anderen skandinavischen Ländern sind Boller verbreitet. Der 4. Oktober ist in Schweden bekannt als der Tag der Kanelbolle.

## Boller in der Sprache
Das Wort Bolle bezeichnet in der norwegischen Sprache nicht nur Hefegebäck, sondern kann auch in anderen Zusammenhängen genutzt werden. Bolle bezeichnet allgemein etwas Rundes. Deshalb kann es auch andere Gerichte bezeichnen, wie Fiskeboller (Fischklöße), Raspeboller (Kartoffeln- und Fleischklöße) und Kjøttboller (Fleischklöße).
Darüber hinaus begegnet man dem Begriff Boller auch im übertragenen Sinne in einigen Redewendungen. So gibt es den gängigen Ausdruck norwegisch Ta deg en bolle ‚Nimm dir eine Bolle‘, was so viel bedeutet wie „Beruhige dich.“ oder „Reg dich ab“. In Norwegen werden außerdem Pausbäckchen, z. B. bei Kleinkindern, öfters als „bollekinn“ bezeichnet („kinn“ bedeutet „Wange“).
Der Ausdruck „andre boller“ wird manchmal angewandt, um auf Veränderungen hinzuweisen. Dem norwegischen Sprachrat zufolge bedeutet die Aussage norwegisch nå blir det andre boller ‚jetzt gibt es andere Boller‘, dass sich z. B. etwas Schlechtes zum Besseren wendet – oder umgekehrt.
Die Redewendung norwegisch å ha en bolle i ovnen ‚eine Bolle im Ofen haben‘ wird in der Umgangssprache mehr oder weniger scherzhaft gebraucht, um eine Schwangerschaft zu beschreiben: Man hat etwas noch „Unfertiges“ im Bauch, das erst noch „gebacken“ werden muss.